# Sieciejów
Sieciejów – wieś w Polsce położona w województwie lubuskim, w powiecie żarskim, w gminie Lipinki Łużyckie.
W latach 1975–1998 miejscowość administracyjnie należała do województwa zielonogórskiego.

## Historia
Swoją historyczną nazwę zawdzięcza starym dębom, rosnącym w obrębie wsi: schöne Eiche - piękny dąb. 

## Zabytki
Do wojewódzkiego rejestru zabytków wpisane są:
- zespół dworski, w którym zachowała się XVIII i XIX-wieczna architektura dworska i folwarczna:
  - dwór, z XVIII wieku, przebudowany w początku XIX wieku
  - budynki gospodarcze
  - park.